# Dolichopus griseifacies
Dolichopus griseifacies är en tvåvingeart som beskrevs av Becker 1917. Dolichopus griseifacies ingår i släktet Dolichopus och familjen styltflugor. Inga underarter finns listade i Catalogue of Life.